# 愛の種
「愛の種」（あいのたね）は、モーニング娘。のインディーズデビュー・シングル。
1店舗で売れたCDの枚数（約1万5000枚）は今でもギネス記録（世界記録）である。

## 概要
- 『ASAYAN』での「5日間で5万枚手売り達成でメジャーデビュー」企画の課題となった楽曲。本作ではつんくは一切プロデュースに関わっておらず、『ASAYAN』が『浅草橋ヤング洋品店』時代の初代オープニングテーマ「君にマニョマニョ」を手掛けた縁で、パール兄弟のサエキけんぞうがプロデューサーとして起用された。
- 発売（手売り）前に予約した場合、特典として生写真とメンバー全員の直筆サイン入りポストカードが付属した[2]。
- このCDは、企画段階の5万枚が完売した後、『ASAYAN』の公式ホームページにおいてWEB販売が行われていた（現在[いつ?]は購入不可能）[3]。そのため、このCDは実質5万枚以上、世に出回っている。
  - また、当時のASAYANで、初日の大阪会場では発売が手売り特設会場だけでは購入希望者が多すぎ、トラブル発生の可能性が高まったため、手売り会場とは別に、会場最寄りのHMV心斎橋店で通常のレジ発売が行われたり[4]、手売り販売の終了時間や、HMV心斎橋店の閉店時間を超える可能性が出ても並んでいる購入希望者のために、「CD引換券を配布し、後日引渡しをする」[5]といった苦肉の策が取られたことが放送されており、実際は手売りのみで5万枚を売り切ったということではなくなってしまっている。
  - なお、この大阪会場での最終的総売り上げ枚数、15,612枚は、「1店舗における同一CDの1日の売り上げ枚数」の世界記録となっている[6]。
- 2007年にリリースされたモーニング娘。誕生10年記念隊の曲「僕らが生きる MY ASIA」のPVではメンバーが種を持つシーンで始まっており、安倍なつみがメイキング映像の中で語ったところによれば、これはこの曲のことを表しており、モーニング娘。がこの曲「愛の種」で始まったことを示しているのだとのことである。
- 2017年、モーニング娘。結成20周年のこの年、オリジナルメンバー5人（中澤裕子、石黒彩、飯田圭織、安倍なつみ、福田明日香）が再集結し、この時点における現役メンバー（モーニング娘。'17名義[7]）とのコラボレーションという形で「愛の種（20th Anniversary Ver.）」が、モーニング娘。20th（モーニングむすめ。トゥエンティース）名義としてオリジナルの発売日と同じ11月3日（iTunes Storeのみ翌日）より配信限定で順次リリースされた[8]。また同年11月30日よりレコチョクにて同曲のMVも配信スタートした（iTunes Storeは12月1日～）[9][注釈 1]。
- 2022年6月18日にはモーニング娘。結成25周年を記念し、全国のタワーレコード限定で7インチのアナログ盤シングル『愛の種 / 愛の種（20th Anniversary Ver.）』がリリースされた[10]。

## 収録曲（オリジナル版）
1. 愛の種
作詞：サエキけんぞう、作曲・編曲：桜井鉄太郎

## 参加メンバー（オリジナル版）
- 1期：中澤裕子、石黒彩、飯田圭織、安倍なつみ、福田明日香

## 参加ミュージシャン（オリジナル版）
- 横銭ユージ - ドラムス
- 六川正彦 - ベース
- 土屋潔 - ギター
- 河野伸 - ピアノ、キーボード
- 桜井鉄太郎 - コーラス

## 収録曲（20th Anniversary Ver.）
1. 愛の種（20th Anniversary Ver.）
作詞：サエキけんぞう、作曲：桜井鉄太郎、編曲：鈴木俊介
2. 愛の種（20th Anniversary Ver.）（Instrumental） ※ハイレゾ版は未配信

## 収録曲（アナログ盤）
A-Side
1. 愛の種

B-Side
1. 愛の種（20th Anniversary Ver.）

## リリース日一覧（20th Anniversary Ver.）
| 地域 | リリース日                                      | レーベル       | 規格                 | カタログ番号                      |
| ---- | ----------------------------------------------- | -------------- | -------------------- | --------------------------------- |
| 日本 | 2017年11月3日 （iTunes Storeのみ2017年11月4日） | UP-FRONT WORKS | ダウンロードシングル | UFDL-1366（LC-AAC・128/320kbps）  |
| 日本 | 2017年11月3日 （iTunes Storeのみ2017年11月4日） | UP-FRONT WORKS | ダウンロードシングル | UFDL-1366-HR（FLAC・96kHz/24bit） |

## 参加メンバー（20th Anniversary Ver.）
- 1期：中澤裕子、石黒彩、飯田圭織、安倍なつみ、福田明日香
- 9期：譜久村聖、生田衣梨奈
- 10期：飯窪春菜、石田亜佑美、佐藤優樹、工藤遥
- 11期：小田さくら
- 12期：尾形春水、野中美希、牧野真莉愛、羽賀朱音
- 13期：加賀楓、横山玲奈
- 14期：森戸知沙希